# Secondo Lancellotti
Secondo Lancellotti (né à Pérouse le 19 mars 1583 et mort à Paris le 16 janvier 1643) est un écrivain et religieux italien.

## Biographie
Secondo Lancellotti naquit le 19 mars 1583, à Pérouse, d'une bonne famille de cette ville. Il entra en 1594 dans la Congrégation du Mont-Olivet, on il ne tarda pas à se distinguer par ses talents. Pourvu d'une abbaye, et profilant de la facilité qu'il avait de voyager à peu de frais, pour visiter les principales villes d'Italie, il vit la plupart des académies s'empresser d'ajouter son nom à la liste de leurs membres. Pendant son séjour à Rome, il se lia avec le fameux Gabriel Naudé, qui lui persuada de le suivre à Paris, où il aurait, dans le cardinal Mazarin, un protecteur tout puissant. L'espoir que le cardinal se chargerait de l'impression d'un ouvrage immense auquel il travaillait dans ce moment, lui fit accepter la proposition de Naudé ; mais, peu de temps après son arrivée à Paris, il tomba malade, épuisé par des veilles continuelles, et mourut d'un flux de sang le 16 janvier 1643, âgé d'environ soixante-huit ans.
Naudé a dédie un poème en distiques à la mémoire de son ami :

« Hetrusco solitus ; Gallis mirantibus, ore
Eloquii sacras pandere divitias
Et lepidos doctus libros componere, nostris
Deteriora quibus tempora prisca facis.
Denique Romanus quae doctior orbis habebat,
In loculos satagens verba referre novos.
Obscura, LANSLOTTE jaces quaerendus in urna ;
Te subito postquam mors fera sic rapuit.
Sed Latine mixtaeque simul pia carmina Musae
Gallorum recitant, munera ad inferias.
Et tua venturis transmittet nomina seclis
Cultior ingenio facta Minerva tuo. »

## Publications
- Historiae Olivetanae libri duo, Venise, 1623, in-4°. Il dit dans la préface qu il hésita quelque temps s'il écrirait cette histoire en latin ou eu italien ; et qu'il fut aidé dans ce travail par Octave Lancelloti, son frère, religieux dans le même couvent et professeur d'éloquence. Le premier livre contient l'histoire générale de la congrégation depuis l'an 1319, époque de son établissement, jusqu'en 1618 ; et le second celle des différents monastères. On y trouve quelques faits curieux et des anecdotes littéraires.
- Il vestir di bianco di alcuni religiosi, particolarmente Olivetani, Discorso accademico e devoto, Pérouse, 1628, in -4°.
- Mercurius olivetanus sive dux itinerum per integram Italiam, ibid., 1028, 2 vol. in- 12. Ce Voyage d'Italie renferme plusieurs remarques intéressantes.
- L'Hoggidì overo il mondo non peggiore ne più calamitoso del passato [L'Aujourd'hui, ou le Monde ni pire ni plus calamiteux que par le passé], Venise, 1613, in-4°. Cet ouvrage, dans lequel il soutieut que les hommes n'ont jamais été ni meilleurs, ni plus méchants, aura un grand retentissement en Europe. Il le corrigea soigneusement, et y ajouta une seconde partie, intitulée : L'Hoggidì overo gl'ingegni non inferiori a' passati, Venise, 1658, 2 vol. in-8° ; ibid., 1662. Il y prouve que sous le rapport de l'esprit les modernes ne sont pas inférieurs aux anciens. Daniel de Rampalle traduisait pour Richelieu L'Hoggidì de Lancellotti (L'erreur combattue, Paris. Augustin Courbé, 1641)[1].
- L'Orvietano per gli hoggidiani ; cioè per quelli che patiscono del male dell'hoggidianismo, ch'è il credere e però dolersi sempre, il mondo esser peggiore hoggidì, etc., Paris, 1641, in-8°. C'est une réponse ironique aux critiques qui avaient paru de l'ouvrage précédent.
- Farfalloni de gli antichi historici, Venise, 1656 ; ibid., 1659, 1662 ; ib., 1677, in-8°, trad. en français par l'abbé Oliva, sous ce titre: Les Impostures de l'histoire ancienne et profane; nouvelle édition revue et corrigée pour le style, Paris, 1770, 2 vol. in-12. Cet ouvrage est rempli d'érudition.
- Chi l'indovina è savio, overo La prudenza humana fallacissima, Venise, 1640; ibid., 1662 , 2 vol. in-8°. Il a laissé en manuscrit un grand nombre d'ouvrages, entre autres celui auquel il travaillait depuis plusieurs années avec une ardeur qui hâta sa mort ; il est intitulé : Acus nautica, et devait former vingt-deux volumes in-fol. Les auteurs du Dictionnaire historique assurent que cet opuscule fut imprimé avec quelques autres du même auteur. D. Lancelloti avait rédigé, sur sa vie et ses ouvrages, des Mémoires qui devaient être curieux. On trouvera la liste de ses autres manuscrits à la suite de son Éloge dans les Illustrium Virorum Elogia, par Giacomo Filippo Tomasini.